# 林哲玄
林哲玄（英語：David Lam Tzit-yuen），現任香港立法會議員（醫療衛生界），外科醫生，天津市政協委員，醫護誠信同行主席，香港中文大學新亞書院校董。

## 生平
林氏於香港出生，早年就讀拔萃男書院，1991年於香港中文大學醫學院畢業。於1992-2004年間，他曾於醫院管理局外科部任職，其後轉為私人執業。
於2021年12月，他於2021年香港立法會選舉的醫療衞生界功能界別出選，並成功當選，隨後於2022年1月就任為第七屆立法會議員。

## 政治立場
林哲玄支持23條立法，曾經在香港修例風波期間支持香港警察，COVID-19疫情初期反對醫護人員為爭取封關而罷工。他認為醫護人員應堅守全心照顧病人的誓言，避免影響照顧病人。又質問部分醫護人員是不是因為沒有防護裝備就罷工，遭杏林覺醒成員、公立醫院心臟科專科醫生黃任匡反駁，從醫護人員保護自己是專業操守，爭取防護裝備旨在保護病人，而防備不足夠的責任在於政府，如同地盤工人開工時不戴頭盔，鑽地工人開工時不戴護耳罩，大家亦不會怪責工人，批評他抹黑同業、逼害港人。
醫療議題方面，他曾經指出要推動醫療重返社區，讓醫院專責專科工作，又支持引入包括中國大陸在內的海外醫生。